# Маластів
Маластів (пол. Małastów) — лемківське село в Польщі, у гміні Сенкова Горлицького повіту Малопольського воєводства. Населення — 411 осіб (2011).

## Розташування
Лежить у Низькому Бескиді, у долині потоку Маластувки — лівої притоки річки Сенкувки.
Через село пролягає воєводська дорога № 977.
Від села 7 км до адміністративного центру ґміни — міста Сенкова, 12 км до адміністративного центру повіту — міста Горлиці і 113 км до центру воєводства — міста Краків.

## Історія
Село закріпачене у 1440 році на німецькому праві. Через село проходив середньовічний мадярський тракт — дорога з Горлиць до Бардіїва.
У роки Першої світової війни на території села 5 місяців точилися запеклі бої та так званий Горлицький прорив.
Ще до війни в селі була українська свідомість, через що село в 1918 р. не підтримало так звану «Гладишівську республіку», активісти якої виступали за приєднання Лемківщини до Росії. У міжвоєнний період українська самосвідомість росла під впливом священика Юліана Плешкевича, який був лідером українського руху в повіті. У звіті Товариства «Просвіта» за 1932 р. назване селом з найвищим українським впливом у повіті. Село опиралося переведенню навчання на лемківський діалект взамін українській літературній мові.
В 1946 р. в околицях села діяли повстанці УПА з сотні «Бродича».
До 1945 р. в селі була греко-католицька парохія Горлицького деканату, до якої належали також віддалене на 2 км село Пантна , на 3 км — Ропиця Руська, на 3 км село Драгашів і на 7 км місто Сенкова. У селі було майже чисто лемківське населення: з 500 жителів села — 490 українців, 5 поляків і 5 євреїв. Після Другої світової війни частину лемків вивезли в СРСР, решту (коло 300 осіб) 11-17 червня 1947 року під час операції «Вісла» депортували на понімецькі землі. Не оминули жителі села і концтабору Явожно, 15-річний Михайло Цицило з Маластова був наймолодшим в'язнем цього концтабору. Територію сусіднього знелюднілого села Пантна приєднано до Маластова. На зламі 1950-1960-х років деякі депортовані лемки повернулись до рідного села, доводилося викуповувати майно і землю в польських осадників. Але тодішній римо-католицький ксьондз не допускав хрестити дітей до церкви, перетвореної на костел, через що їх хрестили по хатах.

## Демографія
Демографічна структура станом на 31 березня 2011 року:
|          | Загалом | Допрацездатний вік | Працездатний вік | Постпрацездатний вік |
| -------- | ------- | ------------------ | ---------------- | -------------------- |
| Чоловіки | 217     | 46                 | 148              | 23                   |
| Жінки    | 194     | 49                 | 108              | 37                   |
| Разом    | 411     | 95                 | 256              | 60                   |

## Місцеві пам'ятки
Об'єкти, перераховані в реєстрі пам'яток Малопольського воєводства:
- Греко-католицька церква Святих Косьми і Даміана 1805 року, мурована; після депортації лемків перетворена на костел.
- 4 військові кладовища з Першої світової війни: № 60, № 63, № 65, № 65.

## Відомі люди

### Народилися
- Маркіян Шкірпан (1866—1941) — церковний і громадський діяч у Бразилії (з 1902), священик-василіянин.